# Landolphia
Landolphia är ett släkte av oleanderväxter. Landolphia ingår i familjen oleanderväxter.

## Dottertaxa tillLandolphia, i alfabetisk ordning[1]
- Landolphia angustisepala
- Landolphia axillaris
- Landolphia breviloba
- Landolphia bruneelii
- Landolphia buchananii
- Landolphia calabarica
- Landolphia camptoloba
- Landolphia congolensis
- Landolphia cuneifolia
- Landolphia dewevrei
- Landolphia dulcis
- Landolphia elliptica
- Landolphia eminiana
- Landolphia exilis
- Landolphia ferrea
- Landolphia flavidiflora
- Landolphia foretiana
- Landolphia fragrans
- Landolphia glabra
- Landolphia glandulosa
- Landolphia gossweileri
- Landolphia gummifera
- Landolphia heudelotii
- Landolphia hirsuta
- Landolphia hispidula
- Landolphia incerta
- Landolphia jumellei
- Landolphia kirkii
- Landolphia lanceolata
- Landolphia landolphioides
- Landolphia lecomtei
- Landolphia leptantha
- Landolphia le-testui
- Landolphia ligustrifolia
- Landolphia macrantha
- Landolphia mandrianambo
- Landolphia mannii
- Landolphia maxima
- Landolphia membranacea
- Landolphia micrantha
- Landolphia myrtifolia
- Landolphia nitens
- Landolphia nitidula
- Landolphia noctiflora
- Landolphia obliquinervia
- Landolphia owariensis
- Landolphia parvifolia
- Landolphia platyclada
- Landolphia pyramidata
- Landolphia reticulata
- Landolphia robustior
- Landolphia rufescens
- Landolphia sphaerocarpa
- Landolphia stenogyna
- Landolphia subrepanda
- Landolphia tenuis
- Landolphia thollonii
- Landolphia togolana
- Landolphia trichostigma
- Landolphia uniflora
- Landolphia utilis
- Landolphia watsoniana
- Landolphia villosa
- Landolphia violacea